# Тимаков Станіслав Олексійович
Станіслав Олексійович Тимаков (рос. Станислав Алексеевич Тимаков; 1 березня 1979, м. Воскресенськ, СРСР) — російський хокеїст, центральний нападник. 
Вихованець хокейної школи «Хімік» (Воскресенськ). Виступав за «Хімік» (Воскресенськ), ЦСКА (Москва), «Витязь» (Чехов), «Амур» (Хабаровськ), «Автомобіліст» (Єкатеринбург), ХК «Дмитров», «Молот-Прикам'я» (Перм), «Лада» (Тольятті), «Аристан» (Теміртау), «Титан» (Клин), ХК «Рязань».